# Ostrowy Górnicze (gromada)
Ostrowy Górnicze – dawna gromada, czyli najmniejsza jednostka podziału terytorialnego Polskiej Rzeczypospolitej Ludowej w latach 1954–1972.
Gromady, z gromadzkimi radami narodowymi (GRN) jako organami władzy najniższego stopnia na wsi, funkcjonowały od reformy reorganizującej administrację wiejską przeprowadzonej jesienią 1954 do momentu ich zniesienia z dniem 1 stycznia 1973, tym samym wypierając organizację gminną w latach 1954–1972.
Gromadę Ostrowy Górnicze z siedzibą GRN w Ostrowach Górniczych (wówczas wsi; obecnie w granicach Sosnowca) utworzono – jako jedną z 8759 gromad na obszarze Polski – w powiecie będzińskim w woj. stalinogrodzkim, na mocy uchwały nr 14/54 WRN w Stalinogrodzie z dnia 5 października 1954. W skład jednostki wszedł obszar dotychczasowej gromady Ostrowy Górnicze ze zniesionej gminy Kazimierz w tymże powiecie; a także oddziały leśne nr nr 149-153 z Nadleśnictwa Gołonóg. Dla gromady ustalono 27 członków gromadzkiej rady narodowej
1 stycznia 1956 gromadę Ostrowy Górnicze zniesiono w związku z nadaniem jej statusu osiedla (1 stycznia 1967 z osiedli Ostrowy Górnicze i Kazimierz utworzono miasto Kazimierz Górniczy, które 27 maja 1975 stało się częścią Sosnowca).